# Tweede Leeghwaterstraat 5
Tweede Leeghwaterstraat 5 bestaat uit een tweetal gebouwen aan de Tweede Leeghwaterstraat in de Czaar Peterbuurt, Amsterdam-Centrum.
De gebouwen dateren van 1884 toen hier een paardentramremise werd gebouwd voor de Amsterdamse Omnibusmaatschappij. Het ontwerp was van Dolf van Gendt, die voor het hoofdgebouw kwam met een chaletdak met een vakwerkachtige bovengevel. De trams stonden in dat gebouw, de paarden in het gebouw met het platte dak. Nadat de elektrisch tram haar intrede deed was het gebouw uiteindelijk niet meer nodig en werd in december 1906 ontruimd en overgedragen aan de afdeling "rentegevende eigendommen". Daarna kon een lange historie beginnen met hergebruik tot een werkplaats met hout- en metaalbewerking aan toe. De panden wisten diverse kleine en grote branden te overleven, waarbij in 1937 een deel van het dak verloren ging, maar hersteld werd. In 2017 is er een jongerencentrum gevestigd.
Vanaf de oplevering heeft de zijgevel aan de Blankenstraat een wit vlak. In de 21e eeuw is daar een abstract beeld tegenaan gezet; maker onbekend.

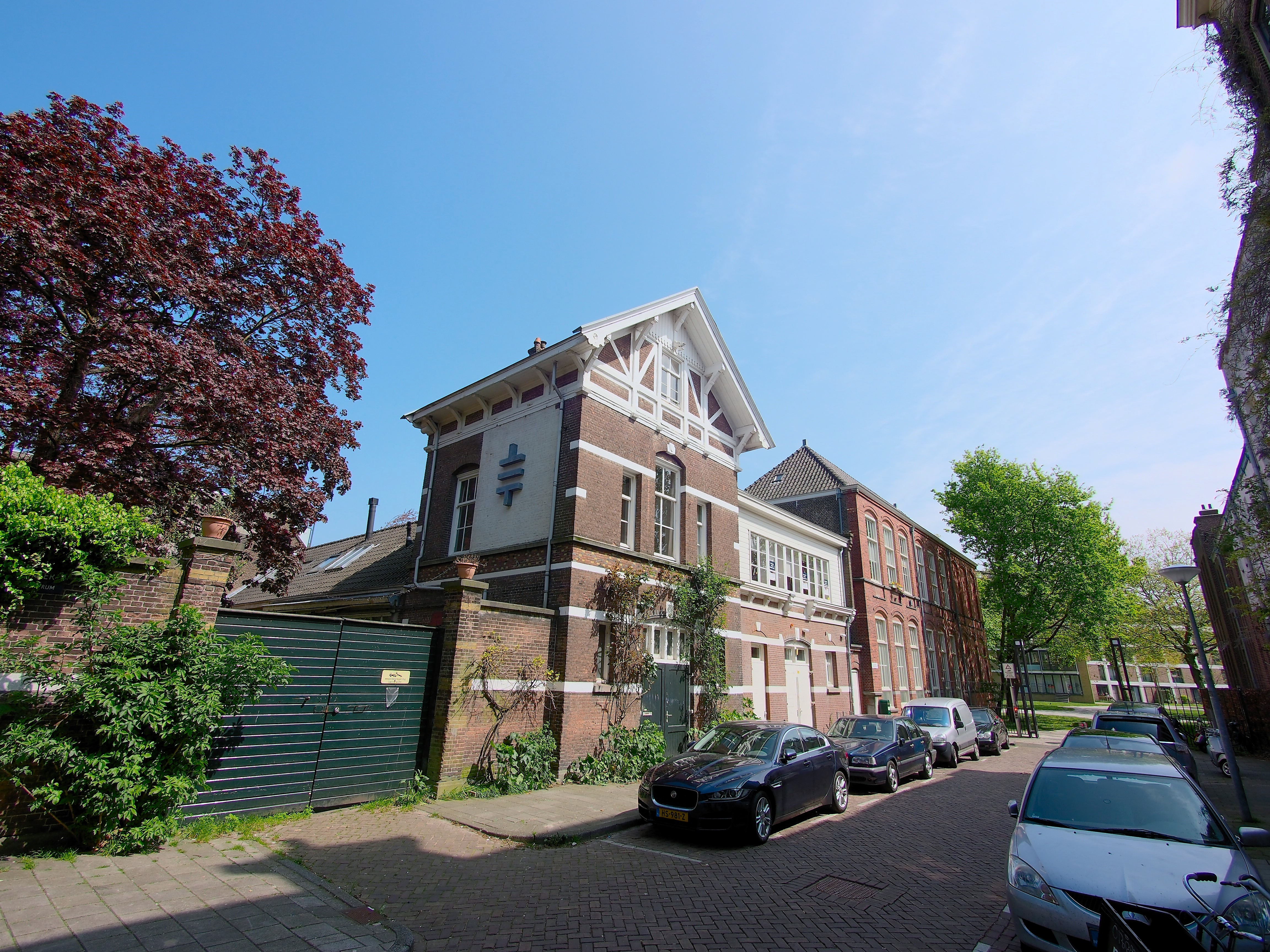
Beeld tegen gevel (juli 2020)

Amsteldijk · Amstelveenseweg · Brouwersgracht · Droogbak · Havenstraat · Karperweg · Koninginneweg · Legmeerpolder · Lekstraat · Linnaeusstraat · Overtoom · Prins Hendrikkade · Oost · Roetersstraat · Stadhouderskade · Tollensstraat · Tweede Leeghwaterstraat · Veemarkt · Weesperzijde · Zeeburg